# 傅文龙
傅文龍（1597年—1634年），字見卿，号潜菴（潜初），福建泉州府南安縣人。

## 生平
天启元年辛酉（1621年）福建郷試九十七名舉人，天启二年（1622年）聯捷壬戌科会试二百七十五名，三甲二名進士，时年二十五。通政司观政，初授大理评事，丁忧归。崇祯三年补原职，四年考选，五年擢河南道監察御史，巡视京倉，甚得大體。六年出為陕西西安道佥事，崇禎七年（1634）遷河南道參議，请假回乡，行至九江病卒，年三十八。

## 家族
墓志載其祖唐銀青公始入閩，籍武榮州，子姓繁衍，分居遠近。傳二十世恒齋公，生梅山公。梅山生雲台公，雲台生定宇公，封監察御史，定宇有五子，長子即傅文龍。從兄傅道統，丙戌進士。楚雄知府。